# Jane Dee Hull
Jane Dee Hull (Kansas City, 8 de agosto de 1935 – 16 de abril de 2020) foi uma política norte-americana que foi governadora do estado norte-americano do Arizona, no período de 1997 a 2003, pelo Partido Republicano.

## Morte
Hull morreu no dia 16 de abril de 2020, aos 84 anos.